# Calosoma frigidum
Calosoma frigidum är en skalbaggsart som beskrevs av Kirby. Calosoma frigidum ingår i släktet Calosoma och familjen jordlöpare. Inga underarter finns listade i Catalogue of Life.